# روري براين
روري براين (بالإنجليزية: Rory Brien)‏ هو لاعب دوري الرغبي أسترالي، ولد في 15 أكتوبر 1991 في سيدني في أستراليا.